# Wojny biskupie
Uzasadnienie: Artykuły opisują te same wydarzenia
Wojny biskupie (ang. Bishops' Wars) 1639–1640 r. były pierwszym z epizodów wojny trzech Królestw, w wyniku których władzę na wyspach brytyjskich w połowie XVII. wieku objęli Purytanie. Zapoczątkował ją w roku 1639 konflikt pomiędzy Anglią i Szkocją. W następnym roku konflikt ten przerodził się w spór pomiędzy angielskim królem i parlamentem.

## Kulisy konfliktu
Reformacja i powstanie protestantyzmu doprowadziły do gwałtownego sporu pomiędzy Szkocją i Anglią, której król Henryk VIII był zwolennikiem protestantyzmu i ogłosił się głową kościoła angielskiego. W Szkocji natomiast panował ruch prezbiteriański. Król Jakub VI powoływał biskupów w porozumieniu z Kościołem, podczas gdy jego poprzednik Henryk VIII osobiście zamierzał decydować o wyborze biskupów. 
Jego syn, Karol I, odmiennie niż ojciec starał się narzucić swoją wolę biskupom Kościoła Szkockiego. Gdy w roku 1637 dokonał próby wprowadzenia w Szkocji Modlitewnika Powszechnego opartego na liturgii angielskiej, doszło do powstania. Inicjatorką zrywu była przekupka Jenny Geddes, która podczas wprowadzania Modlitewnika w katedrze St.Giles w Edynburgu, rzuciła krzesłem w kierunku księży. Wkrótce wytworzyła się opozycja przeciwko działaniom Karola, której zwolennicy zobowiązali się do utrzymania prezbiterianizmu w Szkocji (podpisanie tzw. Covenantu Narodowego).
Karol starał się uregulować zaistniałą sytuację, podpisując w Londynie królewskie dekrety, okazało się to jednak niewystarczające. Dlatego też zdecydował się w roku 1638 wystąpić militarnie przeciwko powstańcom. Aby zyskać na czasie, powołał Generalne Zgromadzenie Kościoła Szkockiego, do którego doszło w Glasgow w tym samym roku. Zgromadzenie opowiedziało się jednak przeciwko zamiarom króla, ekskomunikując dwóch biskupów wiernych królowi oraz znosząc nowy Modlitewnik. 
Powstańcy otrzymali tymczasem wsparcie Jakuba Grahama (1 Marquess of Montrose) oraz Archibalda Campbella (8 Earl of Argyll), a także ze strony żołnierzy powracających do kraju z Europy pod wodzą generała Aleksandra Leslie.

## Pierwsza wojna biskupia 1639 r.
Pomimo sporych problemów finansowych, latem 1639 r. Karol I zebrał armię w sile 20 000 żołnierzy, z którą pomaszerował w kierunku granicy szkockiej. W miejscowości Berwick-upon-Tweed wojska Karola natknęły się niespodziewanie na dobrze zorganizowane siły pod wodzą generała Leslie. Jako że żaden z dowódców nie kwapił się do ataku, obie strony podjęły rozmowy pokojowe, podczas których król zgodził się na rozwiązanie wszystkich problemów nurtujących Kościół i Parlament. 
Nowe Zgromadzenie Generalne potwierdziło zawarte w pierwszym zgromadzeniu postanowienia. Szkocki parlament zrzekł się nawet kontroli królewskiej. Karol zamierzał dokonać restrukturyzacji Kościoła zdecydował się wypowiedzieć nową wojnę Szkocji.

## Druga wojna biskupia 1640 r.
Na głównego doradcę króla mianowany został Thomas Wentworth (Earl of Strafford). Poparł on plany Karola, zajmując się sprawami zaopatrzenia i sfinansowania militarnej ekspedycji do Szkocji. Morale armii nie było jednak wysokie, co spowodowało, że dowódcy dysponowali dość słabymi siłami. 
Szkoci tymczasem pod wodzą generała Leslie oraz Montrose przekroczyli Tweed River, wywołując poruszenie w szeregach przeciwnika, który wycofał się z zajmowanych terenów. W krótkim czasie Szkoci zajęli hrabstwa Northumberland oraz Durham, staczając m.in. bitwę pod Newburn. Gdy w końcu w październiku 1640 r. doszło do podpisania pokoju w Ripon, Karol zmuszony został do odstąpienia obu hrabstw na rzecz Szkotów. 
Po zakończeniu działań wojennych, król ponownie musiał powołać parlament, który miał mu przekazać środki pieniężne dla Szkocji. Nowo powołany Długi Parlament ostro zaatakował króla, krytykując jego politykę państwową, domagając się też stracenia doradców królewskich Strafforda oraz Williama Lauda. W nadziei na uzyskanie poparcia w Szkocji, władca pojechał jesienią 1641 r. do tego kraju, nadając Lesliemu oraz Argyllowi tytuły szlacheckie. Następnie zapowiedział uznanie wszystkich postanowień Zebrania Generalnego z roku 1638 oraz Parlamentu Szkockiego z roku 1641, m.in. prawa parlamentu do krytyki działań ministrów. 
Mimo załatwienia wszelkich problemów w Szkocji, Karol popadł w konflikt z parlamentem angielskim co doprowadziło wkrótce do wybuchu wojny domowej.

## Literatura
- Donald, P., An Uncounselled King. Charles I and the Scottish Troubles, 1637–1641, 1990.
- Fissel, M. C., The Bishops’ Wars. Charles I’s Campaigns against Scotland, 1638–1640, 1994.
- Lee, M., The Road to Revolution. Scotland under Charles I, 1985.
- McCoy, F. N., Robert Baillie and the Second Scots Reformation, 1974.
- MacInnes, A. I., Charles I and the Making of the Covenanting Movement, 1991.
- Russel, C, The Fall of the British Monarchies, 1637–1642, 1991.
- Stevenson, D., The Scottish Revolution, 1637–1644, 1973